# Фибромишићна дисплазија
Фибромишићна или фибромускуларна дисплазија (ФМД) болест је крвних судова, из хетерогене групе неатеросклеротских, незапаљењских промена на артеријама, која узрокује стенозу, оклузију или анеуризму крвних судова.
Болест се може јавити у било којој артерији организма, али је у 65% случајева локализована на бубрежним, кичменим и екстракранијалним каротидама, (најчешће на бубрежним и каротидним артеријама).
Клиничка слика ФМД зависи од врсте оболелог крвног суда. Тако се нпр. ФМД бубрежне артерије манифестује хипертензијом, а ФМД кичмених или каротидних артерије, вртоглавицом, пулсирајућим тинитусом, можданим ударом или транзиторним (пролазним) исхемијским нападом (атаком) (ТИА).
Болест се дијагностикује, са просечним кашњењем од 4 до 9 година (од појаве првих симптома) због тога; што се ФМД сматра ретком болешћу (и о њој се не размишља), или остаје непрепозанта од многих лекара због велике дужине трајања неспецифичне клиничка слика болести, што доводи до погрешног препознавања и продуженог трајања дијагностике. Болест се, најчешће, случајно дијагностикује у склопу бројних сликовних (имиџинг) метода (из других клиничких разлога) или након открића шума, стетоскопом, у трбуху или на врату, код асимптоматских болесника без атеросклеротског ризика.
Са друге стране кашњење у дијагностици фибромишићне дисплазије негативно утиче на квалитет живота болесника, јер може резултовати лошом прогнозом и озбиљно нарушеним здравственим стањем. На пример, лошом регулацијом хипертензије, која може бити један од узрока можданог удара, транзиторног исхемијског атака, дисекције или руптуре анеуризме. 

## Епидемиологија
Морбидитет
На основу бројних студија (након обављених аутопсија и радиолошких истраживања), утврђено је да се учесталост фибромишићне дисплазије креће у распону од 0,02% до 1%. Међутим због кашњења у дијагностици подаци о морбидитету су непоуздани на глобалном нивоу.
Болест је учесталија код особа са хроничним болестима везивног ткива (нпр. Ehlers–Danlosov синдром тип 4, цистична некроза медије, наследни нефритис, неурофиброматоза).
Такође уочено је да се на сваких пет болесника, који су имали више епизода дисекције каротидне артерије, четири имало фибромишићну дисплазију. На основу ових података може се претпоставити да је 80% рекурентних (повратних) дисекција аорте повезано са фибромишићном дисплазијом.
Пол
Фибромишићна дисплазија обично погађа жене између 40 и 60 године живота. Женско мушки однос је од око 3 : 1 до 4 : 1.
Животна доб
ФМД се чешће јавља код млађих и одраслих људи средње животне доби. Један ангиографска студија открила је да је просечне старост болесника 48 година (који су били стари од 24-70 година).
Поједини случајеви ФМД описани су и педијатријској популацији, укључујући и случајеве међу бебама.

## Етиологија
Узрок фибромишићне дисплазије је непознат. Сматра се да наследни фактори и пушење могу бити ппрдиспонирајући чиниоци.
Најчешћи тип фибромишићне дисплазије карактерише се „прескачућим” задебљалим и истањеним фибромишићним гребеном који у себи садрже колаген у медији (дисплазија медије) или обилнијим наслагама колагена у спољној половини медије (перимедијална дисплазија). 

### Локализација
Фибомишићна дисплазија може збити локализована у; 
- 60-75% случајева у бубрежним артеријама.
- 25-30% случајева у каротидним и интракранијалним артеријама.
- 9% случајева у унутартрбушним артеријама.
- 5% случајева у површинским илијачним артеријама.

## Патофизиологија
Патофизиологија ФМД у великој мери засада остаје нејасан. Као могући патофизиолошки механизми у литератури се наводе:
- Већа преваленција ФМД код жена указује на могућу улогу естрогена.
- Превладавање промена на бубрежним артеријама код ФМД указују на значај механичке компоненте посебно код повећане мобилности десног бубрега.
- Исхемија лат. Vasa vasorum као последица компресије може довасти до ФМД. Vasa vasorum су мали крвни судови који снабдевају крвљу адвентицију и спољне две трећине медијалног слоја артерија (већи од 1 мм). Како каротидна и бубрежне артерије имају релативно мали број ових крвних судова то увећава могућност појава ФМД у њима.[10]
- Пушење се сматра једним од предиспозиционих фактора.
- Код око 6 до 10% случајева ФМД постоји наслеђена склоност за пренос болести са сродника аутозомно доминантним обликом наслеђивања са смањеном пенетрантношћу и променљивом изражајношћу. Специфични ген одговоран за ФМД није идентификован до сада.
- У низу артеријских студији спроведених код 106 пацијената током 9 година открилвено је напредовање или стабилизација болести током времена, али ни код једног испитаника није пронађена њена регресија.[11]

## Клиничка слика
Фибромишићна дисплазија је најчешће асимптоматска болест, независно од локализације промена и најчешће се открива случајно. ФМД може постати симптоматска у било ком узрасту. У манифестним облицима карактеристике симтома који доминирају клиничком сликом највећим делом зависе од локализације погођене артерије: 
Артерије ногу
Промене у овом региону карактеришу се појавом клаудикација у бедреном региону и листовима и ослабљеним пулзација феморалнимх (бутних) артерија ногу.
Бубрежне артерије
Клиничку слику промена на бубрежним артеријама карактерише; секундарна хипертензија, олигурија, анурија, хематурија.
Каротидне артерије
Код промена на вратним артеријама клиничком сликом доминирају транзиторни исхемични атаци (ТИА) или симптоми можданог удара. 
Интракранијалне артерије
Промене на унутарлобањским (интракранијалним) артеријама карактеришу се анеуризматским симптомом 
Интраабдоминалне артерије
Код, веома ретке, унутартрбушне (интраабдоминале) ФМД симптоми су идентична као код мезентеријалне исхемије.

## Дијагноза
Коначна дијагноза дисплазије поставља се ангиографијом крвних судова, која на ангиограму показује;
- Зрнаст изглед промена (дисплазија медије и перимедије)
- Концентрична или дужа глатка сужења (други облици) оболелог артеријског крвног суда.[12]

## Диференцијална дијагноза
| Диференцијална дијагноза           | Moyamoya болест, Педијатријски Takayasu артеритис, Варичела зостер, Васкуларне неуропатије, Неуросифилис. |
| Дијагнозе које треба узети у обзир | Атеросклероза, Васкулитис, Вазоспазам, секундарни код субарахноидалног крварења, Мождани удар, Вазоспазам, секундарни након примене ангиографског контрастног средства и / или катетеризације крвног суда, Вазоспазам , секундарни, Варичела зостер вирус (ВЗВ), Васкулитис, Други облици инфективног васкулитиса. |

## Терапија
Терапија фибромишићне дисплазије зависи од локализације промена, и може бити инвазивна и симптоматска (конзеравативна)
Инвазивна терапија
- Перкутана транслуминална ангиопластика (ПТА) — једна од најчешћих интервенција.[15]
- Хируршко премошћење сужења или реконструкција анеуризме.[16]

Симптоматска терапија
- Престанак пушења.
- Контрола других ризичних фактора за атеросклерозу (артеријска хипертензија, дислипидемија, шећерна болест) што може спречити убрзани развој стенозе артерија.

Најновије студије указују на велику ефикасност перкутане ангиопластике у лечењу ФМД, због малог броја компликација у поређењу са другим техникама (као што су понављае манифестација ФМД због хемодинамска нестабилности). Међутим, дугорочни ефекти оваквог третмана тек треба у пракси да се докажу.